# Палестинское еврейское бюро

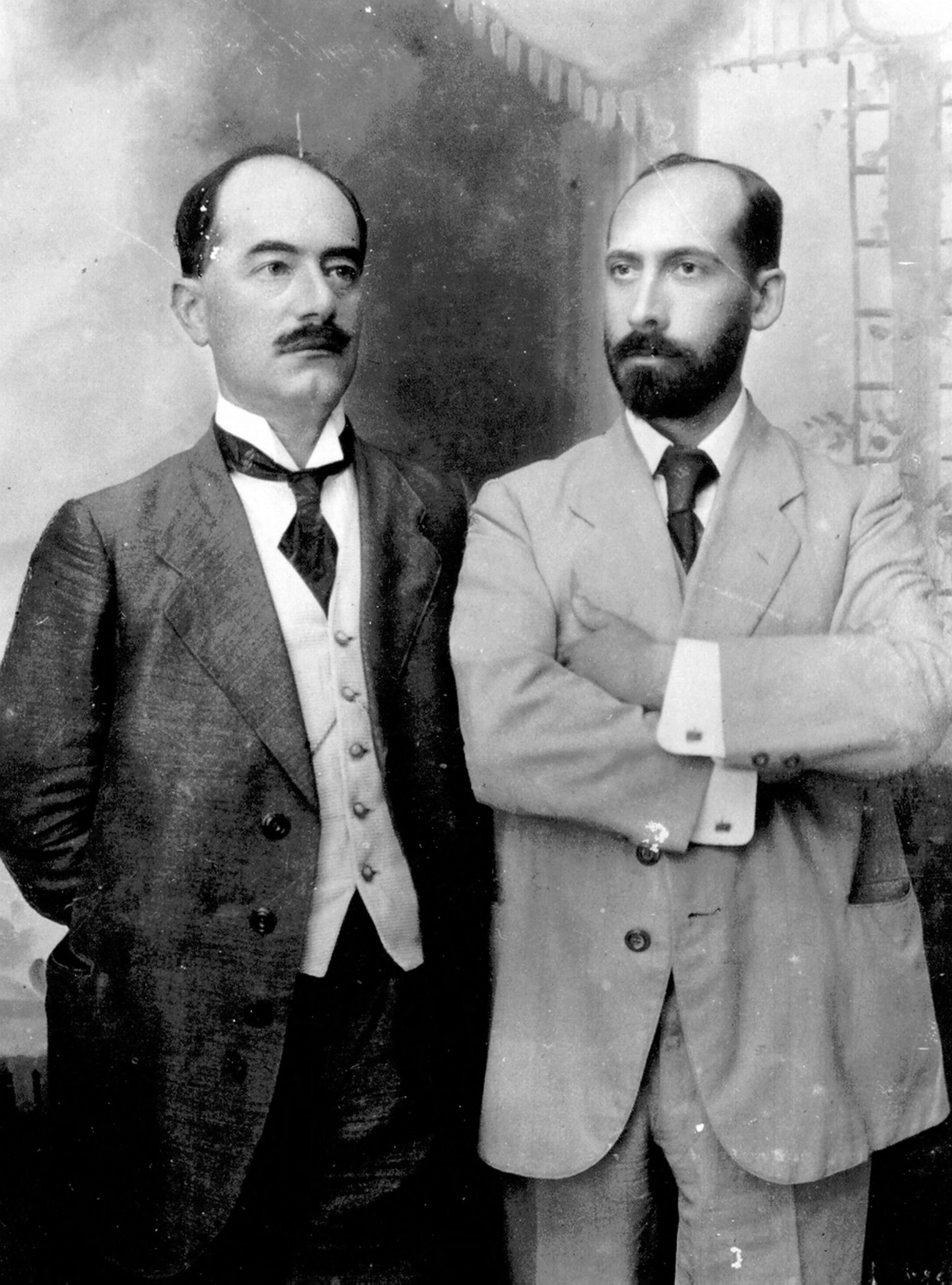
Палестинское отделение в Яффо, 1908 год: д-р Артур Руппин (слева) и д-р Яаков Тхон

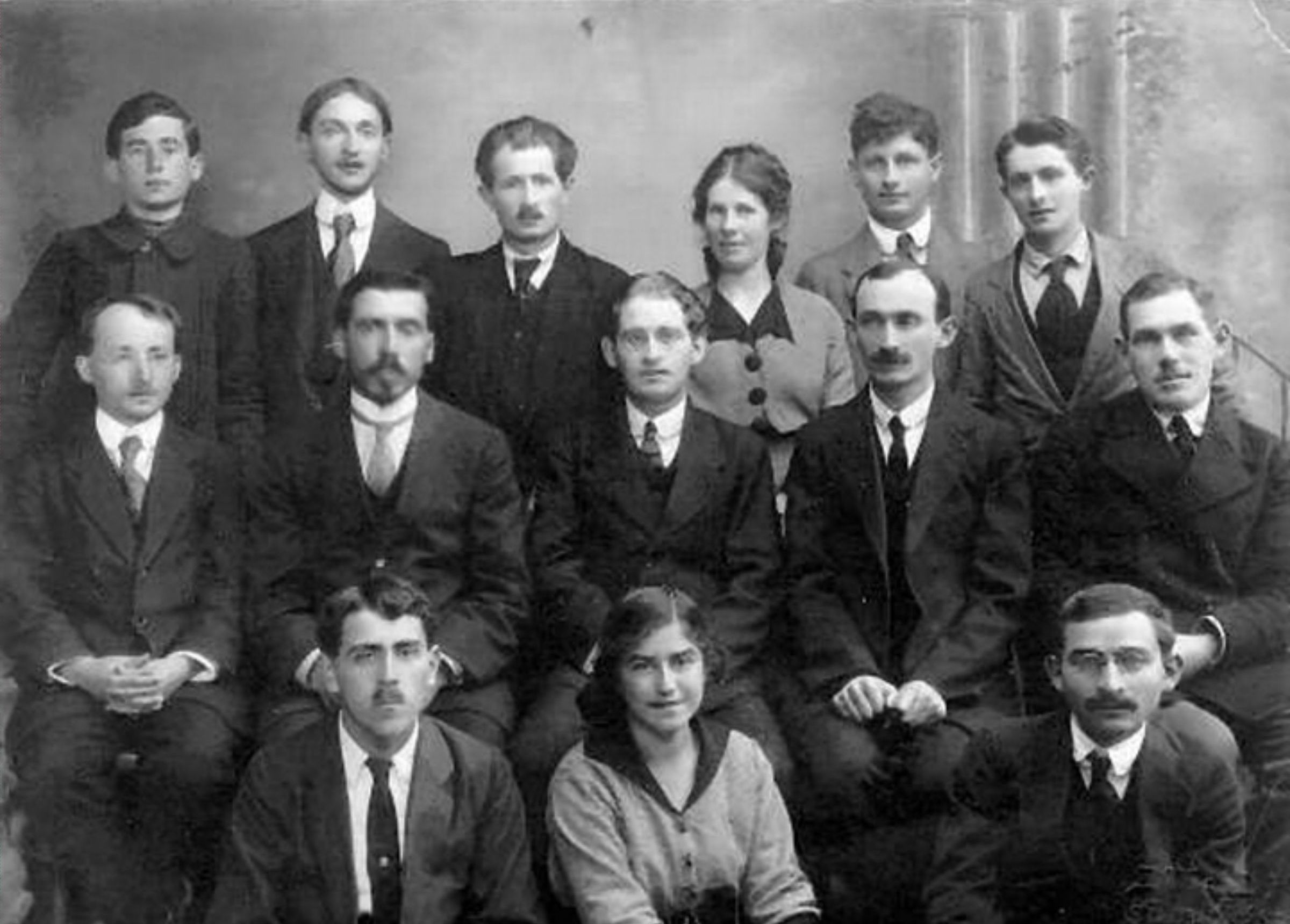
Служащие Палестинского бюро, 1919

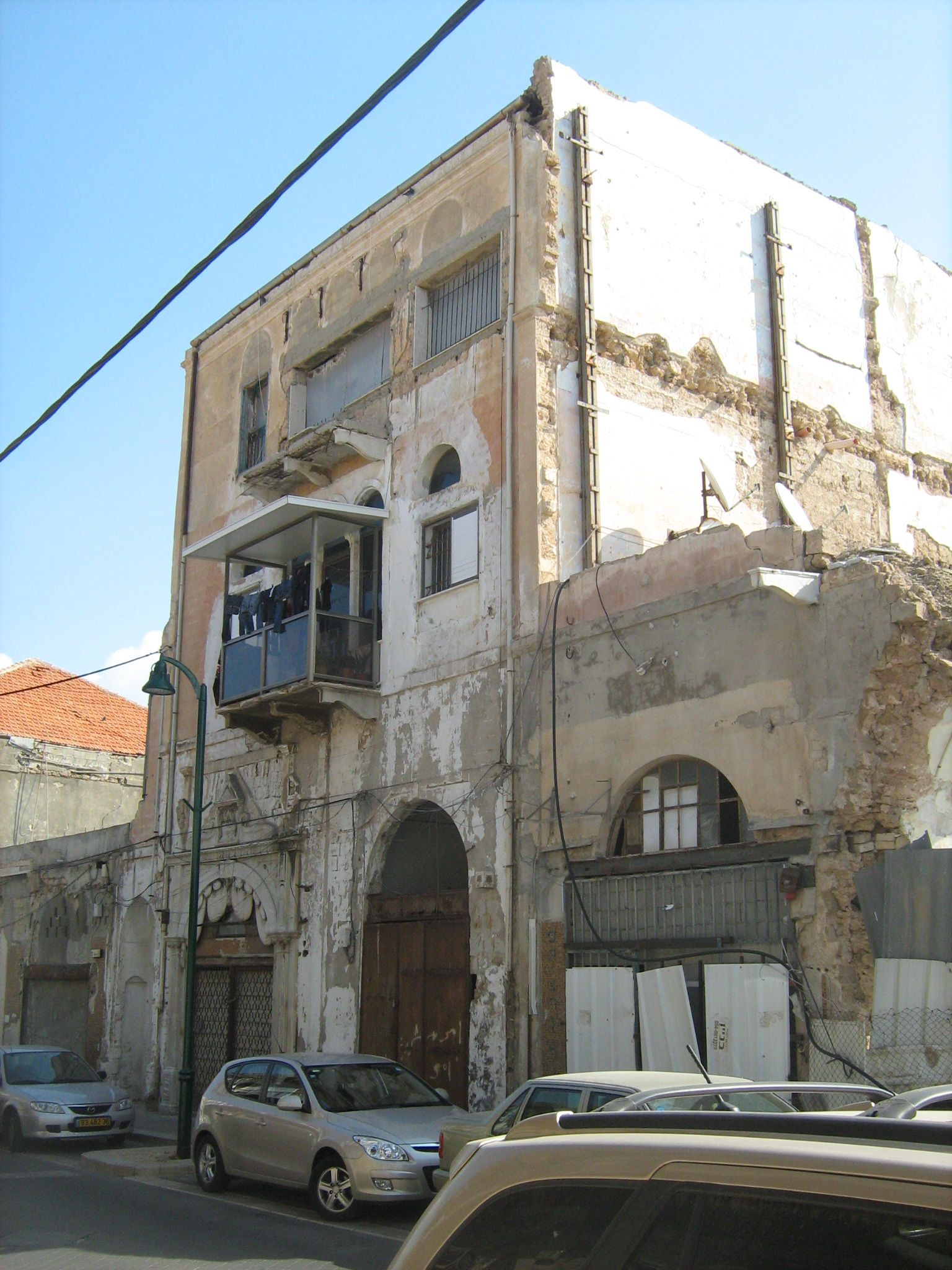
Палестинское бюро находилось в здании на улице Разиэль 17 в Яффо, в настоящее время в основном разрушенном, а также в соседнем здании под номер 15.

Палестинское еврейское бюро являлось исполнительным органом Всемирной сионистской организации в Эрец Исраэль, основная функция которого заключалась в поощрении, финансировании и управлении деятельностью по созданию поселений в Израиле. Его деятельность включала выделение средств, покупку земли, планирование поселений, создание новых сельскохозяйственных и городских поселений, управление сельскохозяйственными фермами, распределение поселенцев по созданным поселениям, помощь существующим общинам в обучении и помощь работникам.
В ходе своей истории еврейское бюро дважды переименовывалось. С 1948 года и по наше время это Еврейское агентство для Израиля, или Сохнут.

## Создание бюро
В начале своей существования сионистское движение мало занималось практической деятельностью в Эрец Исраэль, поскольку многие руководители предпочитали заниматься политическим сионизмом. Практическая деятельность в течение этих лет включала покупку земли Еврейским национальным фондом и создание филиалов Англо-Палестинского банка (дочерняя компания еврейского колониального фонда).
После смерти Теодора Герцля и седьмого сионистского конгресса в 1905 году, синтетический сионизм победил сионизм политический. На восьмом сионистском конгрессе в августе 1907 г. было принято решение об усилении практической деятельности на Земле Израиля, и Артур Руппин был отправлен в Палестину для изучения возможных путей действия сионистского движения.
Руппин создал Палестинское бюро Всемирной сионистской организации 1 апреля 1908 года в Яффо. Руппин проводил гибкую политику в общении с местными властями, вследствие чего Палестинское бюро стало процветать. Он тщательно изучил проблему расселения и создания экономики в Палестине и попытался отыскать новые пути в этом направлении. Секретарем Палестинского бюро и заместителем директора был назначен Яаков Тхон, который ранее работал с Руппиным в Еврейском статистическом бюро в Берлине. В январе 1916 г. в ответ на требования турок, чтобы во главе Палестинского бюро стал турецкий гражданин, Яаков Тхон возглавил бюро.
В дополнение к Палестинскому бюро была создана Израильская компания по освоению земель, которая занималась покупкой земли в Палестине. Палестинскому бюро помогали три учреждения: Еврейский национальный фонд, Компания по освоению земель и Фонд посадки оливковых деревьев.
Еще до окончания Первой мировой войны, когда с территории Палестины были изгнаны турецкие войска, туда прибыла Сионистская комиссия, возглавляемая Х. Вейцманом, которая до 1919 года работала вместе с Палестинским бюро. В течение 1919 года планы по созданию единого органа были скоординированы, объединение произошло и Палестинское бюро стало работать от имени Сионистской организации.
Историческое здание Палестинского бюро было расположено в Яффо, на улице Разиэль 17, и было разрушено в 2001 году его владельцем, маронитской католической церковью, хотя оно являлось памятником истории.

## Работа бюро
Деятельность Палестинского бюро началась в начале 1908 года, когда необходимо было решить ряд неотложных проблем. Бюро приложило большие усилия для покупки земли по всей Палестине. Рупин совершил поездку по Эрец Исраэль, включая её южную часть и Заиорданье и договорился о расширении еврейских сельскохозяйственных поселений. Он также поощрял развитие городских поселений и любые планы, которые могли бы помочь развитию промышленности, такие как водоснабжение, строительство дорог, электростанций, портов и добыча природных ресурсов. За эти годы бюро стало центром, который представлял новое поселение и был адресом для евреев всего мира.
Палестинское бюро оказало поддержку пионерам Второй алии и оказало им большую помощь в трудоустройстве, а со временем и в постоянном поселении. Между бюро и поселенцами было налажено сотрудничество. Подобные отношения отличались от политики диктата и опеки, которую проводил в своих колониях барон Эдмонд де Ротшильд.
Бюро сосредоточилось на следующих видах деятельности:
- Укрепление мошавов, которые страдали от постоянного и утомительного переноса с места на место.
- Поиск альтернативного решения для земель, которые арендовались у турецких властей.
- Разработка новых поселений для иммигрантов на землях, купленных в Палестине.
- Создание «национальных ферм» (кооперативных сельскохозяйственных поселений), которые использовались для подготовки сельскохозяйственных рабочих.

#### Учебная ферма
Палестинское бюро искало решение трудной ситуации еврейских рабочих, которые были сосредоточены в мошавах, где работы на всех не хватало, а кроме того, сами еврейские рабочие не имели навыков занятия сельскохозяйственным трудом и не знали местных агрономических приёмов. Руппин предложил создать учебные фермы, на которых поселенцев подготавливали бы для производительного сельскохозяйственного труда на землях, купленных Еврейским национальным фондом. Бюро подготовило планы по созданию учебных ферм в Хиттине, Умм-Джуни, Бейт Арифе (Бен-Шемен) и в Хульде. Палестинское бюро оказало многостороннее содействие для обустройства фермы в Бейт-Шемен, например, частично финансировало оплату преподавателей.

#### Поместья
Одним из направлений деятельности бюро была попытка Руппина заинтересовать евреев из других стран, имеющих денежные средства, во вложении этих средств в поселения в Палестине. Для этого возникла идея создания здесь поместий.
В основе идеи лежало желание дать людям, живущим за рубежом и вложивших средства в покупку земли в Эрец Исраэль, некоторую отсрочку, чтобы они приехали в Палестину только тогда, когда купленная ими земля будет давать гарантированный доход. Тем временем, купленную ими землю будут обрабатывать временно проживающие на ней поселенцы. В этом случае Палестинское бюро собиралось консультировать союзы таких работников и организовывать иммиграцию «хозяев» поместий. Таким образом, на средства евреев из Соединенных Штатов были созданы в 1912 году ферма Пория и в 1913 году — Шарона, а также на средства лондонских евреев — Кфар-Урия. Мошавы Реховот и Хадера были организованы на средства инвесторов из числа российских евреев. Город Афула в Изреельской долине вырос из поместья, организованного Палестинским бюро в 1915 году

#### Ферма Кинерет
В июне 1908 года Палестинское бюро при финансовой поддержке Компании по освоению земель создало первое сельскохозяйственное поселение. На землях, купленных у бедуинского племени Длайке была основана ферма Кинерет.
Директором фермы был назначен агроном Берман, а трудилась там группа еврейских рабочих, знакомых с Берманом по совместной работе на ферме Еврейского национального фонда в Бен-Шемене. Работники фермы рассчитывали на прибыль уже в первый год, но ожидания не оправдались, и в конце года между Берманом и рабочими возникли напряженные отношения. Приехав на место Артур Руппин решил уволить Бермана и заменить всю бригаду рабочих. Бригада рабочих, которая обустраивала ферму с самого начала, ушла сама, но это не решило проблемы. Профсоюз рабочих Галилеи потребовал, чтобы Руппин передал ферму Кинерет под управление самих рабочих. Руппин не был на это согласен, но предложил провести эксперимент на землях Ум-Джуни, создав там другую ферму и отдав её под ответственность и под управление группы рабочих. Это предложение было принято, и таким образом был основан первый кибуц — Дгания.

### Помощь иммигрантам
Палестинское бюро помогало еврейским иммигрантам, особенно иммигрантам из Йемена, переселиться в Палестину. Бюро участвовало в финансировании участков для поселения йеменских евреев, а также оплачивало оказание им медицинской помощи. Бюро организовало совет по делам йеменских евреев, в котором участововали представители различных организаций, в том числе Иосиф Шпринцак из партии Ха-Поэль ха-Цаир, Берл Кацнельсон от Гистадрута, Давид Блох-Блюменфельд от партии Поалей Цион и Шмуэль Явниэли.

## Переименования
В 1929 году Палестинское еврейское бюро было переименовано в Палестинское еврейское агентство.
С 1948 года и до нашего времени — Еврейское агентство для Израиля (Еврейское агентство, Сохнут).